# No Meio da Chuva Eu Grito "Help"
No Meio da Chuva Eu Grito "Help" é o primeiro álbum solo do cantor brasileiro, ex-membro dos Titãs e do Cabine C, Ciro Pessoa. Foi lançado em 1º de agosto de 2003 pela Voiceprint Records. A maioria das canções do álbum foi originalmente escrita por Pessoa entre os anos 1980 e 1990, como "Dona Nenê", escrita por ele para e inicialmente tocada pelos Titãs, e "Papapa" e "Tudo que Me Faz Sentir Você", originalmente escritas para seu efêmero projeto Ciro Pessoa e Seu Pessoal (CPSP). "Até os Anos 70" é um tributo ao poeta francês Serge Gainsbourg.
O álbum está disponível para download gratuito no SoundCloud oficial de Ciro Pessoa.

## Faixas
Todas as letras escritas por Apollo 9 e Ciro Pessoa, exceto onde indicado. 
| N.º | Título                                                  | Duração |  |
| 1.  | "Papapa" (Ciro Pessoa, Roger Lima)                      | 1:36    |  |
| 2.  | "Dona Nenê" (Branco Mello, Ciro Pessoa)                 | 2:12    |  |
| 3.  | "Dúvidas e Sonhos" (Ciro Pessoa)                        | 3:06    |  |
| 4.  | "Days-E." (Apollo 9, Ciro Pessoa, Nasi)                 | 2:29    |  |
| 5.  | "Boliche Sideral"                                       | 2:33    |  |
| 6.  | "Miss Belly Dance"                                      | 2:40    |  |
| 7.  | "Tudo que Me Faz Sentir Você" (Ciro Pessoa, Roger Lima) | 3:18    |  |
| 8.  | "Até os Anos 70"                                        | 4:34    |  |
| 9.  | "Só pra Me Enlouquecer"                                 | 3:33    |  |
| 10. | "No Meio da Chuva Eu Grito 'Help'"                      | 1:34    |  |
| 11. | "A Deus"                                                | 5:06    |  |

## Créditos
- Ciro Pessoa — vocais
- Kokinho — baixo
- Flavinho — bateria
- Apollo 9 — guitarra, teclados, produção
- Helena — backing vocal em "Até os Anos 70"
- Beto Villares — backing vocal em "Até os Anos 70"
- Cláudio Elizabetsky — fotografia, arte de capa